# Kjerringøy
Kjerringøy est une localité du comté de Nordland, en Norvège.

## Géographie
Administrativement, Kjerringøy fait partie de la kommune de Bodø.